# Резяповский сельсовет
Резяповский сельсовет — муниципальное образование в Чекмагушевском районе Башкортостана.
Согласно «Закону о границах, статусе и административных центрах муниципальных образований в Республике Башкортостан» имеет статус сельского поселения.

## Состав
с. Резяпово,
с. Байбулатово,
с. Новобалаково,
с. Яна Бирде,
с. Старосурметово,
д. Буляково,
д. Новотайняшево,
д. Новосурметово,
д. Таш-Елга,
д. Филипповка.

## Население
| 2002  | 2009  | 2010  | 2012  | 2013  | 2014  | 2015  |
| ----- | ----- | ----- | ----- | ----- | ----- | ----- |
| 1469  | ↘1402 | ↘1218 | ↘1193 | ↘1178 | ↘1130 | ↘1119 |
| 2016  | 2017  | 2018  |       |       |       |       |
| ↗1123 | ↘1085 | ↘1058 |       |       |       |       |